# Les Savanturiers
 (août 2016).
Si vous disposez d'ouvrages ou d'articles de référence ou si vous connaissez des sites web de qualité traitant du thème abordé ici, merci de compléter l'article en donnant les références utiles à sa vérifiabilité et en les liant à la section « Notes et références ».
Les Savanturiers est une émission hebdomadaire scientifique française de radio sur France Inter, créée par Fabienne Chauvière le 6 septembre 2008 et présentée et produite par Daniel Fievet depuis 2023.

## Description
L’émission est créée en 2008 par Fabienne Chauvière et est reprise en 2023 par Daniel Fievet.
L'émission s'articule autour de grands entretiens avec des hommes et des femmes de sciences de toutes les disciplines (biologistes, astrophysiciens, sociologues, neurobiologistes, archéologues...), qui sont invités à parler de leurs parcours et leurs métiers. Durant l'été 2019, l'émission est centrée autour des "Grandes Promesses de la Science"
Le titre de l'émission est la composition des mots savant et aventurier. Il s'agit d'un néologisme créé par Boris Vian.

## Diffusion
Les Savanturiers est d'abord diffusée le dimanche après-midi de 15 heures à 16 heures jusqu'en juin 2017 .
Depuis la rentrée 2017, l'émission est diffusée sous la forme de pastilles chaque samedi et dimanche matin à 7 heures 15 de 2017 à 2023, et le samedi à 6h38 depuis 2023.
Néanmoins, chaque été depuis 2018 l'émission s'installe sur le créneau de 16h le week-end.
A l'été 2024, France Inter rediffuse chaque samedi à 14h une sélection des émissions les plus marquantes de Fabienne Chauvière.

## Déclinaison
Deux ouvrages issus de l'émission relatant grandes avancées et promesses de la science paraissent en juin 2018 et en août 2019.
En 2021, sort un nouvel ouvrage consacré à l'intelligence du vivant.

## Ouvrages associés
- Fabienne Chauvière, Les grandes épopées de la science, Paris, éditions Flammarion/France Inter, 2018, 288 p. (ISBN 9782081433595, EAN 9782081433595).
- Fabienne Chauvière, préface de Joël de Rosnay, Les promesses de la science, Paris, éditions Flammarion/France Inter, 2019, 296 p. (ISBN 2081493721, EAN 978-2081493728).
- Fabienne Chauvière, L'intelligence du vivant : Dix scientifiques racontent, Paris, éditions Flammarion/France Inter, 2021, 296 p. (ISBN 9782080244154, EAN 9782080244154).